# 하세타니촌
하세타니촌(櫨谷村)은 효고현 아카시군에 있던 촌이다. 현재 고베시 니시구 하세다니정과 가바다이, 고지다이, 다케노다이, 가시노다이, 가스가다이, 이부키다이키타마치, 이부키다이히가시정, 이부키다이니시정의 일부에 해당한다.

## 역사
- 1889년 4월 1일 - 정촌제 시행에 수반해 아카시군 하세타니촌이 성립하였다.
- 1947년 3월 1일 - 고베시에 편입해, 동일 가미쓰촌은 폐지되었다.
- 1982년 8월 1일 - 분할로 인해 구촌 지역이 니시구의 일부가 되었다.

## 교통

### 철도
현재는 구촌 지역에 고베 시영 지하철 세이신·야마테선 세이신추오역이 있지만, 당시에는 미개통 상태였다.